# Жидебай (Карагандинская область)
Жидебай (каз. Жидебай, до 1996 г. — Имек Кенели) — село в Актогайском районе Карагандинской области Казахстана. Входит в состав Нуркенского сельского округа. Код КАТО — 353655400.
Названа в честь Жидебай батыра Кожаназарулы.

## Население
В 1999 году население села составляло 65 человек (37 мужчин и 28 женщин). По данным переписи 2009 года, в селе проживало 57 человек (37 мужчин и 20 женщин).